# Hapoel Ironi Rishon LeZion FC
El Hapoel Ironi Rishon LeZion Football Club es un club de fútbol israelí de la ciudad de Rishon LeZion. Fue fundado en 1940 y juega en la Ligat Leumit, segunda división israelí.

## Palmarés
- Liga Leumit (1): 1993-94
- Liga Alef (1): 1991-92
- Copa Toto (2): 2012–13, 2022–23